# Parc national d’Oka
Der Parc national d’Oka ist einer der aktuell 27 Nationalparks in der kanadischen Provinz Québec. Dort entspricht ein Parc national allerdings dem, was in den übrigen Provinzen und Territorien ein Provinzpark (Provincial Park) ist. Der Park wird von Sépaq (französisch Société des établissements de plein air du Québec bzw. englisch Society of outdoor recreation establishments of Quebec) betrieben. Der 23,7 km² große Park im äußersten Süden der Provinz wurde 1990 errichtet. Er liegt zwischen  dem Dorf Oka und der Stadt Pointe-Calumet. Der Park grenzt über 7 km an den Lac des Deux Montagnes, eine Verbreiterung des Ottawa River.

## Aufgabe
Seine Aufgabe besteht darin, einen in Kanada selten gewordenen Waldtyp zu erhalten bzw. zu regenerieren.   

## Geschichte
Artefakte belegen eine 4.500-jährige indianische Präsenz auf dem Gebiet des heutigen Parks. 1717 übereignete der Gouverneur von Neufrankreich das Gebiet am Lac des Deux Montagnes den Sulpizianern.
1962 erwarb die Québecer Regierung 1,6 km² Land von den Sulpizianern und errichtete das Réserve de chasse et de pêche de Deux Montagnes (Fischfang- und Jagdreservat von Deux Montagnes), das 1963 in Parc provincial d’Oka und 1968 in Parc Paul-Sauvé umbenannt wurde. Die Infrastruktur (Campingplatz, Strand, Straßen und Kläranlage) wurden für die Expo 67 errichtet. 1974 erweiterte die Regierung das Gebiet auf 23,7 km² und stufte den darin befindlichen Calvaire d’Oka als historischen Bezirk ein.
1990 erhielt der Park seinen heutigen Status als Erholungsgebiet (parc de récréation). Der von der Société des établissements de plein air du Québec (Sépaq) verwaltete Park trägt seit 2001 den Namen Parc national d'Oka.

## Flora und Fauna
Zugvögel suchen in großer Zahl das Gebiet auf (u. a. Kanadareiher), ebenso brüten dort Brautenten. Darüber hinaus gibt es Fische, Schildkröten, Schlangen und kleine Säugetiere, aber auch Weißwedelhirsche. Ihre Zahl und Verbreitung wurde erst ab 2010 untersucht. Zu den heimischen Bäumen zählen Zucker-Ahorn, Roteiche, Weymouth-Kiefer.
2005 war die Umgebung des Parks noch weitgehend land- oder forstwirtschaftlich genutzt, nur 0,1 % der dortigen Flächen konnten sich von der wirtschaftlichen Nutzung erholen. Auch innerhalb des Parkgebiets erschweren Fragmentierung und Artenverarmung den Erhalt der Artenvielfalt, ebenso wie die Tatsache, dass rund ein Drittel der Arten hier nicht ursprünglich vertreten war.

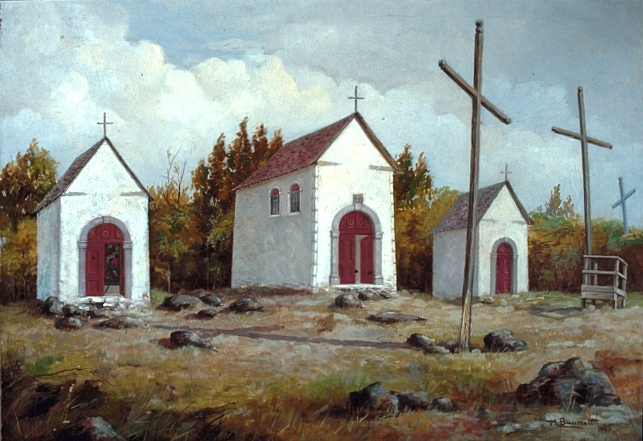
The Calvary, Two Mountains, Que., Gemälde von Henry Richard S. Bunnett (1885)

## Kalvarienberg
Der im Park befindliche Kalvarienberg diente ursprünglich der Missionierung der regionalen indigenen Bevölkerung. Die sieben Kreuzwegstationen wurden zwischen 1740 und 1742 von den Sulpizianern mit Hilfe der Mohawks erbaut. Der Calvaire d’Oka war vom Ende des 19. Jahrhunderts bis in die 1950er Jahre eine der meistbesuchten Pilgerstätten der Provinz Québec.